# Сан-Микеле (аббатство)
Сан-Микеле (итал. San Michele, также встречается название Сакра-ди-Сан-Микеле и аббатство Сан-Микеле-делла-Кьюза) — комплекс зданий и сооружений, преимущественно религиозного предназначения. Расположен на вершине горы Пиркирьяно в долине Валь-ди-Суза на территориях муниципалитетов Сант-Амброджо-ди-Торино и Кьюза-ди-Сан-Микеле, рядом с деревушкой Сан-Пьетро, недалеко от Турина, в области Пьемонт, Италия.
Комплекс построен на скалистой 26-метровой вершине и находится на высоте 960 метров над уровнем моря. Сан-Микеле расположен на границе Котских Альп и долины реки По. Является одним из самых известных памятников Пьемонта и важнейшей частью епархии Суза. Здесь находится первая на итальянской территории остановка популярной паломнической дороги Via Francigena.
С XII по XV века комплекс пережил период максимального расцвета, став одним из главных центров ордена бенедиктинцев в Италии. В 2016 году музей монастыря посетили более 100 000 человек. В ночь на 24 января 2018 года Старый монастырь сильно пострадал в результате пожара на крыше. Однако наиболее важная с архитектурной точки зрения часть оказалась не затронута. Монастырский комплекс вдохновил Умберто Эко на создание исторического романа «Имя розы».

## История

### Ранний период
Уже во времена Римской империи здесь находился военный гарнизон, стороживший перевал на случай возможного вторжения галлов. В память о тех временах сохранилась мемориальная доска, установленная проживавшей здесь в I веке римской семьёй Сурио Клементе.
Впоследствии бывший римский форт использовался лангобардами для защиты от вторжений франков. Многие лангобарды почитали Архангела Михаила. Предполагается, что Валь-ди-Суза уже в VI веке была возведена небольшая ему часовня. Этот культ позднее поддерживал в своих владениях император Фридрих I Барбаросса, а затем его племянник Фридрих II Гогенштауфен.
В Средние века в Европе было построено множество религиозных сооружений, посвященных Архангелу Михаилу. В числе прочих оказался и комплекс Сан-Микеле. Начало масштабного строительства относится к периоду с 983 по 987 годы. Однако ряд исследователей считает, что полноценные работы начались позднее - между 999 и 1002 годами. Наиболее достоверные источники указывают на времена подвижничества Святого Джованни Винченцо, архиепископа Равенны, который удалился от мирской суеты и стал вести жизнь отшельника в этих областях. Таким образом, речь идёт о рубеже X и XI веков. Согласно легенде, бывшему архиепископу было видение: ему явился сам архангел Михаил, который приказал начать строить святилище. Первую часовню освятили ангелы, и проживавшие рядом крестьяне ночью видели яркий свет.
Начальные этапы строительства описаны скупо. Самые ранние документы восходят к некоему монаху Вильгельму, который жил в монастыре примерно в конце XI века. Он написал Chronicon Coenobii Sancti Michaelis de Clusa. Датой основания обители назван 966 год. Однако тот же монах в другом месте своего труда говорит, что строительство началось при понтификате папы Сильвестра II (999—1003), бывшего настоятеля аббатства Сан-Коломбано-ди-Боббио.

### XI век

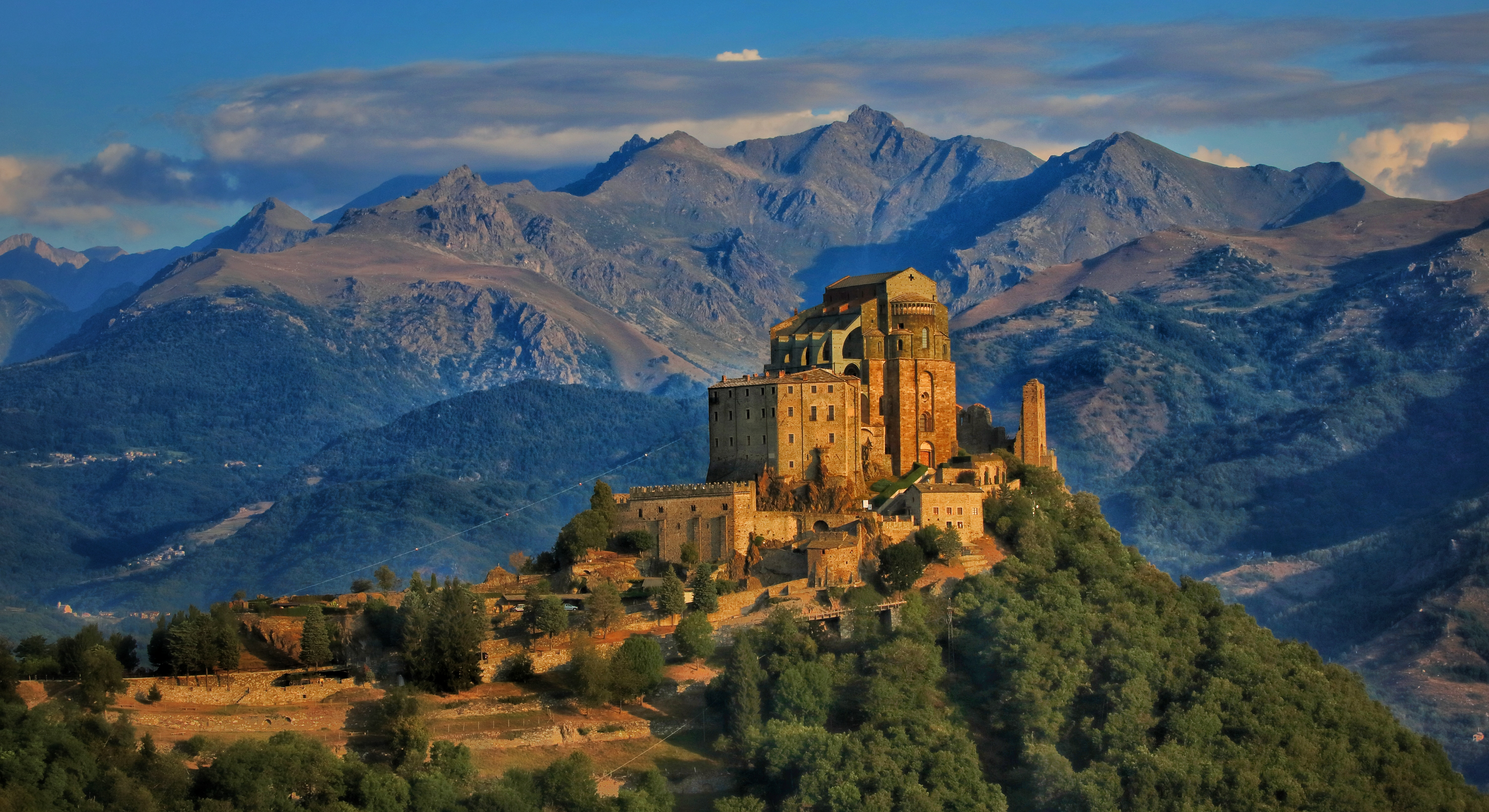
Общий вид обители на фоне Альпийских гор

Рядом с самой старой часовней, появившейся во времена Джованни Винченцо, вскоре построили ещё одну. Она и сегодня является центральной частью нынешней Старой церкви. Её ниши, арки и колонны напоминают мотивы, похожие на византийскую архитектуру. Этот стиль имел сильное влияние в X веке в районе Равенны.
Ещё в конце X века активным жертвователем строящегося комплекса стал французский граф Гуго де Монбуасье. Он был лордом Орек-сюр-Луар в Оверни и главой аббатства Сен-Мишель-де-Кукса (Пиренеи). Граф желал искупить свои грехи и по требованию папы Сильвестра II выделил значительные суммы на строительство Сан-Микеле. Благодаря его помощи появился небольшой монастырь, где могли постоянно проживать нескольких монахов и останавливаться паломники.

### XII—XIV века

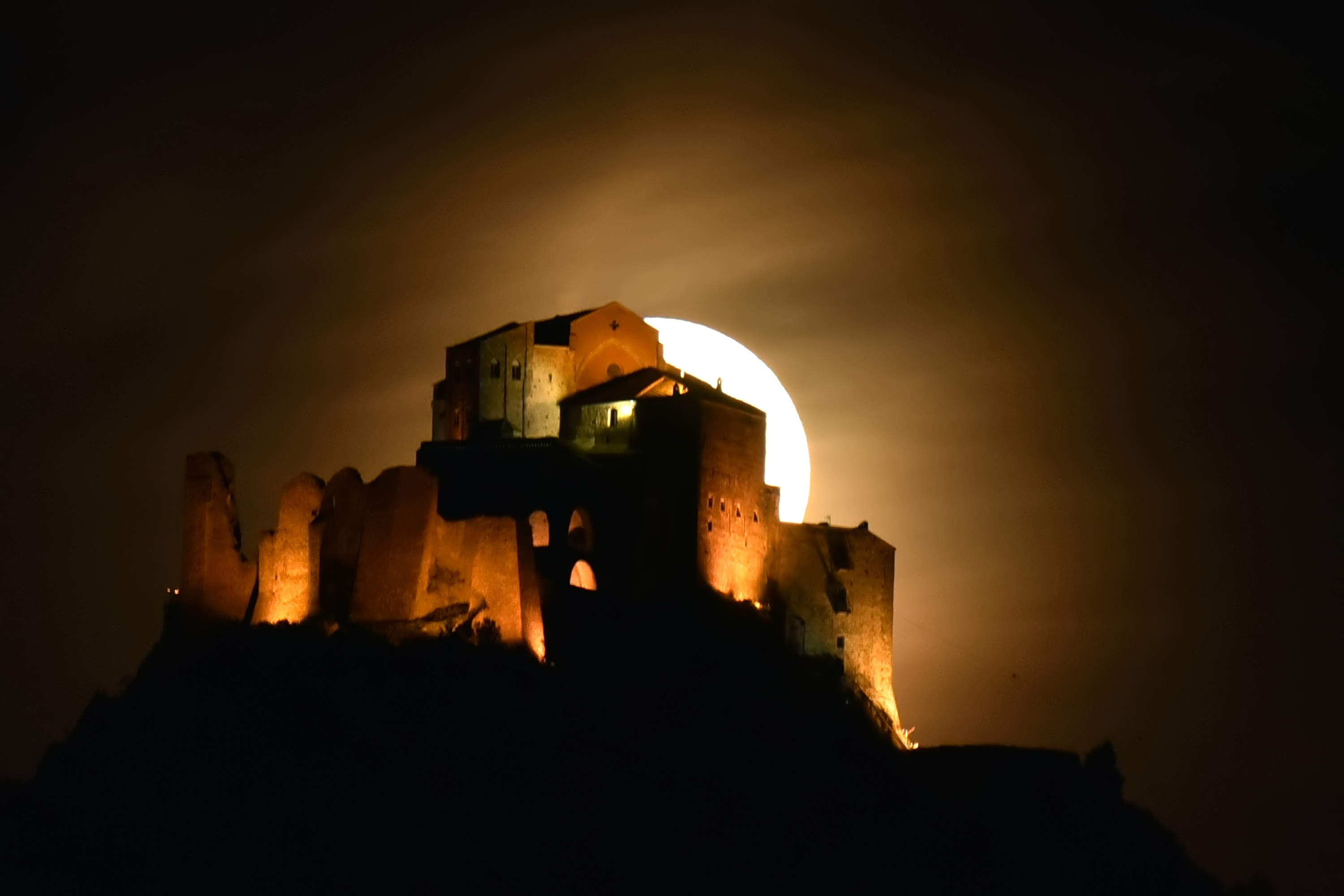
Монастырь на фоне луны

Вскоре управляющим обители стал аббат Адверто ди Леза из Тулузской епархии. В период между 1015 и 1030 годами архитектор Гильом де Вольпьяно разработал проект Новой церкви, которая впоследствии была возведена на месте Старой. C середины XI века в Сан-Микеле ключевую роль стали играть монахи-бенедиктинцы. Они сыграли важную роль в возвышении обители. По их инициативе было построено более просторное здание гостевого дома, отделенное от монастыря и способное вместить многочисленных паломников, которые следовали по пути Via Francigena к перевалу Мон-Сени и нуждались в отдыхе.
Северная часть комплекса, которая ныне лежит в руинах, была построена в XII веке как «Новый монастырь». Там постепенно появилось множество пристроек: кельи, библиотека, кухни, трапезная, мастерские. Важную роль сыграл аббат Эрменгардо, руководивший монастырём с 1099 по 1131 год. Именно благодаря его энергии обитель обрела много новых зданий.
Примерно с середины XIII века при строительстве новых зданий комплекса стало ощущаться сильное влияние готического стиля.
С XIV века значение комплекса стало постепенно снижаться. Ключевые события, серьёзно отразившиеся на обители, произошли в 1362 году. Князь Жак Савойский из-за конфликта с представителями Савойского дома был лишен власти и владений. Его сын, Филипп II Савойско-Ахайский, лишённый права наследования, решил отомстить. В числе прочего он разграбил деревню Сант-Амброджо-ди-Суза и разрушил многие здания аббатства. Как ни странно, на стороне Филиппа II оказался тогдашний аббат Петр III Фонгеретский. В 1381 году граф Амедей VI Савойский обратился к папе Урбану VI с просьбой удалить из монастыря строптивого аббата. С этого момента обитель окончательно потеряла свою прежнюю автономию. Теперь ею управляли назначенные извне коменданты. Это катастрофически отразилось на популярность Сан-Микеле среди паломников. Количество пожертвований резко сократилось.

### XVII век

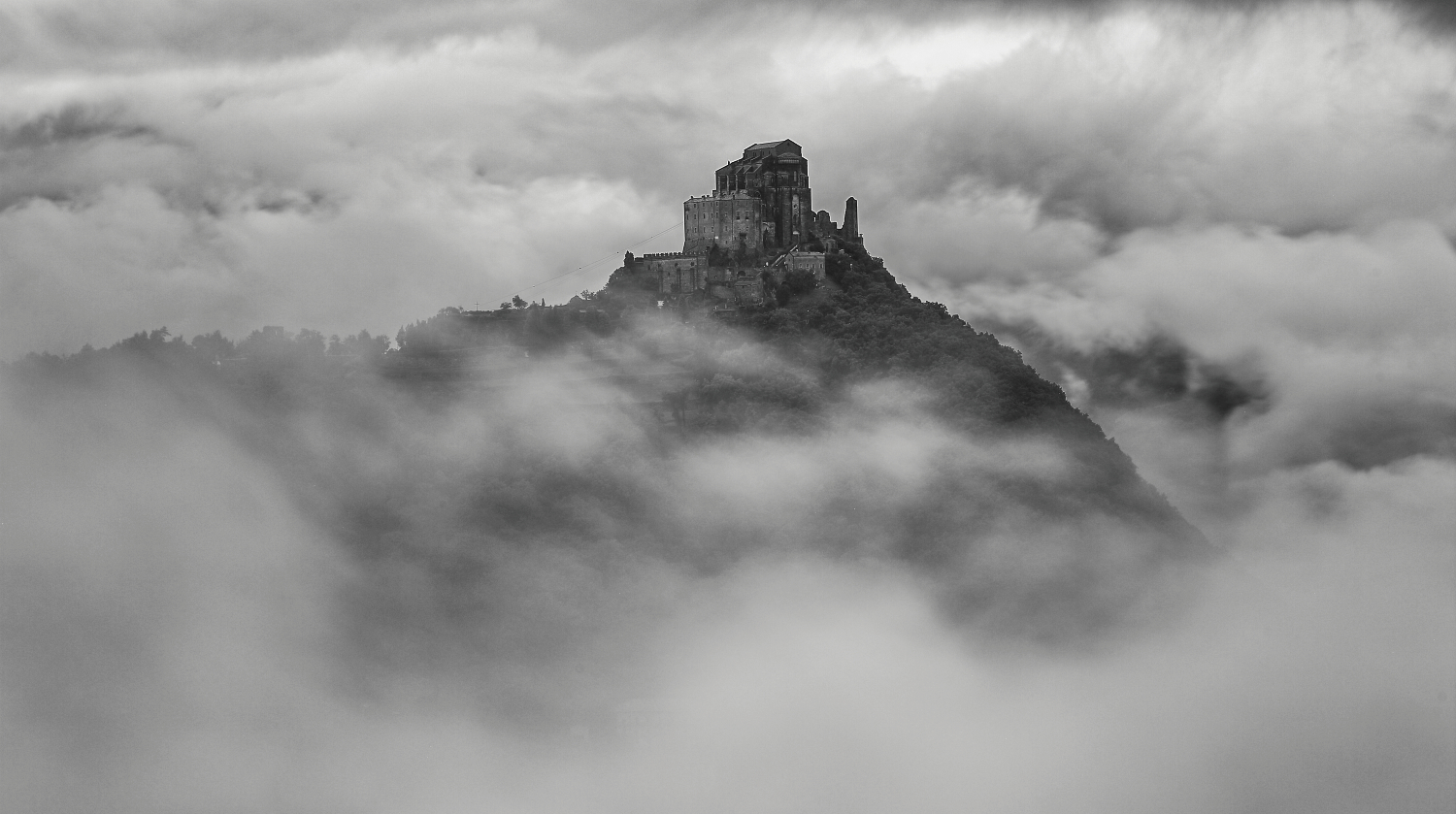
Комплекс в зимнем тумане

В 1622 году кардинал Маурицио Савойский убедил папу Григория XV вовсе закрыть комплекс, в котором проживало на тот момент всего три монаха. Одной из целей такого решения было желание лишить бенедиктинцев одного из их главных центров, а значит уменьшить их общее влияние. Ещё одной причиной были огромные суммы, которые приходилось тратить на регулярные ремонтные работы в огромном комплексе.
Монастырь пришёл в упадок после событий 1629 года, когда сюда прибыли французские войска под командованием маршала Николя Катина. Новые бедствия монахам принесла осада Турина в 1706 году. Многие сооружения обветшали или вовсе оказались лежащими в руинах. В частности, так и не был восстановлено пятиэтажное каменное здание, остатки которого можно видеть сегодня.

### XIX век

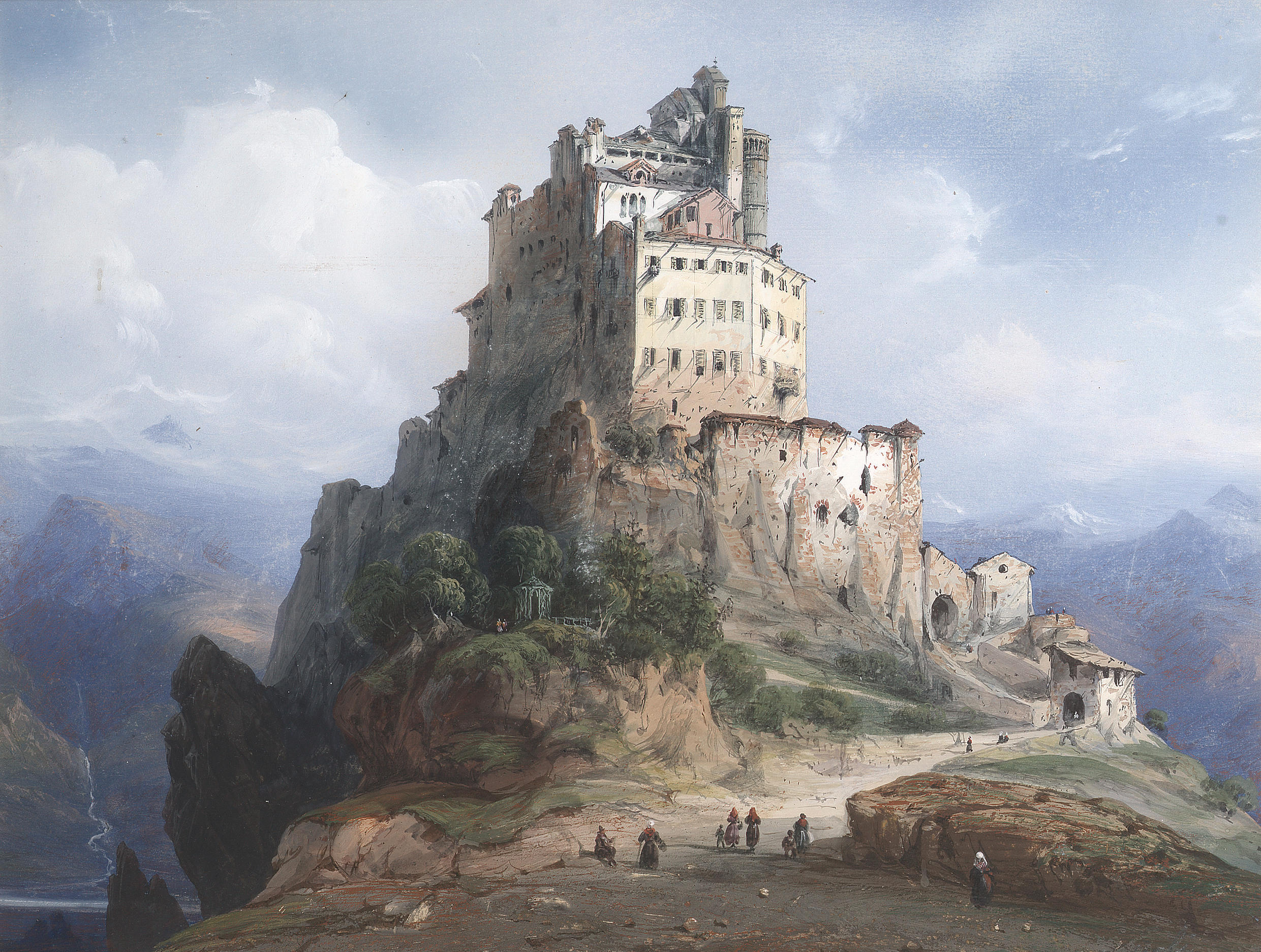
К. Боссоли. Монастырь Сан-Микеле. 1860-е. Бумага, гуашь. Частное собрание

В 1836 году король Карл Альберт Савойский, стремясь укрепить престиж католической церкви Пьемонта и своего владетельного рода, решил возродить религиозную общину в Сан-Микеле. Он предложил возглавить деятельность по восстановление прежнего статуса монастыря философу и священнику Антонио Розмини-Сербати. Этот молодой человек успел прославиться в качестве основателя Конгрегации «братьев и сестёр любви». Розмини-Сербати охотно согласился и решил поселиться в Сан-Микеле.
Папа Григорий XVI в августе 1836 г. назначил отцов Росминиан распорядителями аббатского дохода. В то же время король принял решение устроить в монастыре усыпальницу своих предков. Прах 24 представителей Савойского дома был перенесён из Туринского собора в Сан-Микеле. Для этого создали специальные тяжёлые каменные саркофаги. Пришлось прокладывать специальную дорогу для их транспортировки в горы. Доставить такой груз удалось далеко не сразу. Но в конце концов первые 16 тяжёлых саркофагов доставили в обитель. Среди самых известных имён, чей прах привезли в монастырь, оказались Маргарита Французская (дочь Франциск I), герцог Эммануил Филиберт, герцог-младенец Франциск Гиацинт, король Виктор Амадей II (известный под прозвищем «Савойский лис»), герцогиня Мария Джованна Савойская и кардинал Маурицио Савойский. Перезахоронение последнего оказалось особенно символичным. Ведь он настаивал, что Сан-Микеле вообще подлежит забвению.
Выбор древнего аббатства как пристанища для Розмини-Сербати очень соответствовал его призывам к аскетичности и приоритету созерцательной стороны жизни как главного источника духовной пищи. Авторитет настоятеля, размещение усыпальницы правителей и ремонт части зданий позволили вдохнуть новую жизнь в старинный монастырь.

### XX век

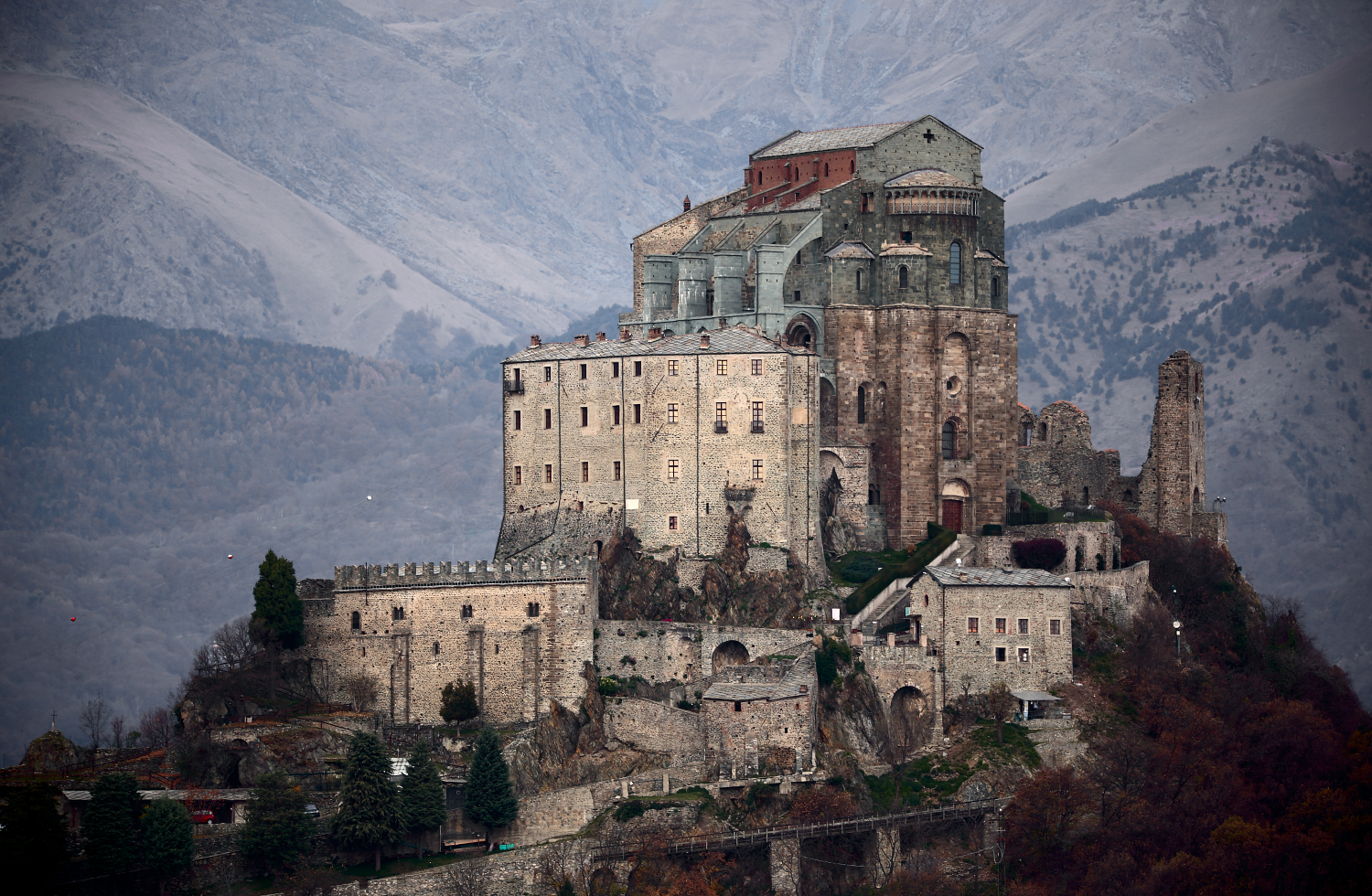
Вид замка в XX веке

В начале XX века проводились обширные работы по реконструкции комплекса. По инициативе известного архитектора и энтузиаста Альфредо д'Андраде появились архитектурные элементы в неороманском стиле. После завершения работ в монастыре воцарились покой и тишина. Лишь в мае 1944 года была шумная история, когда немецкие нацисты устроили в Сен-Микеле обыск, подозревая братию в помощи итальянским партизанам.
В 1980-х годах вновь проводились реставрационные работы.
Большое значение имел визит в монастырь папы Иоанна Павла II 14 июля 1991 года. В последние годы начался настоящий наплыв туристов.

## В массовой культуре
- В 1980 году в монастыре побывал писатель Умберто Эко. Он так вдохновился увиденным, что сел за написание одного из своих самых известных произведений — романа «Имя розы». В 1985 года при экранизации произведения режиссёр Жан-Жак Анно изначально планировал снять в Сан-Микеле ключевые сцены картины. Однако в итоге в качестве натуры выбрали другие замки (например, Рокка-Калашио).
- Стоит упомянуть также роман Марчелло Симони 2011 года «Проклятый книготорговец». Действие книги частично происходит в Сан-Микеле.

## Галерея

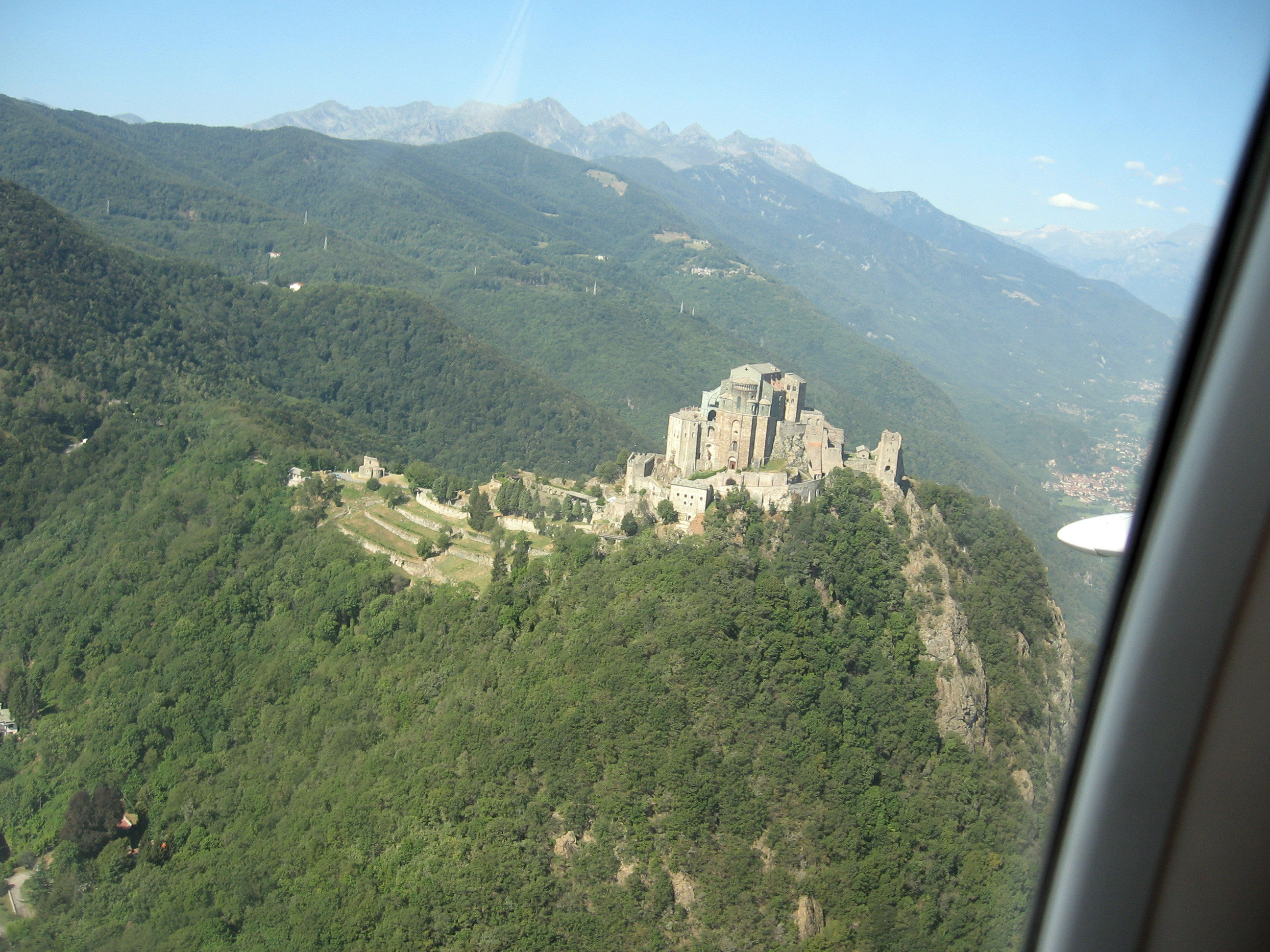
Вид комплекса с высоты
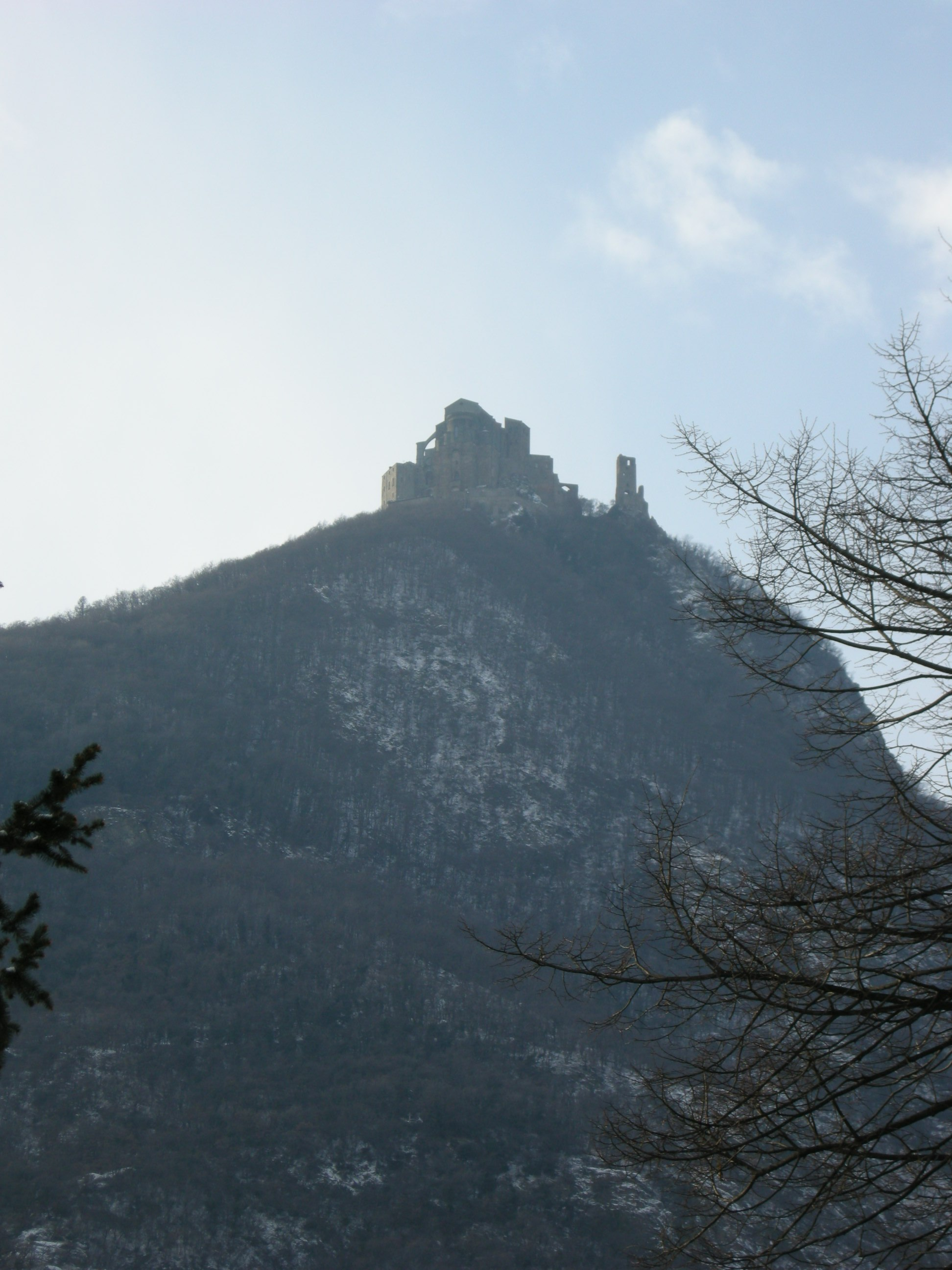
Вид снизу со стороны долины
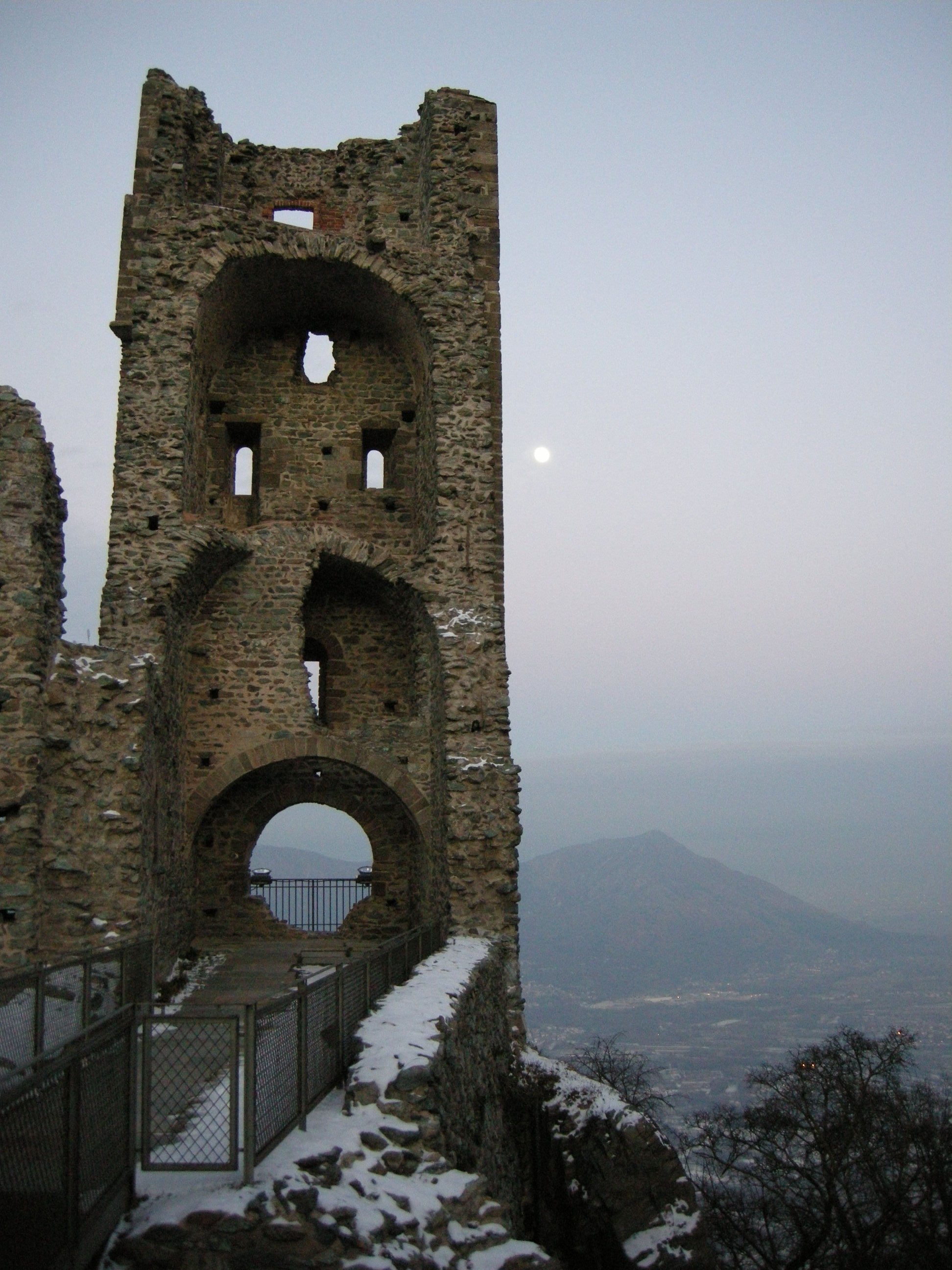
LБашня Белл'Альда
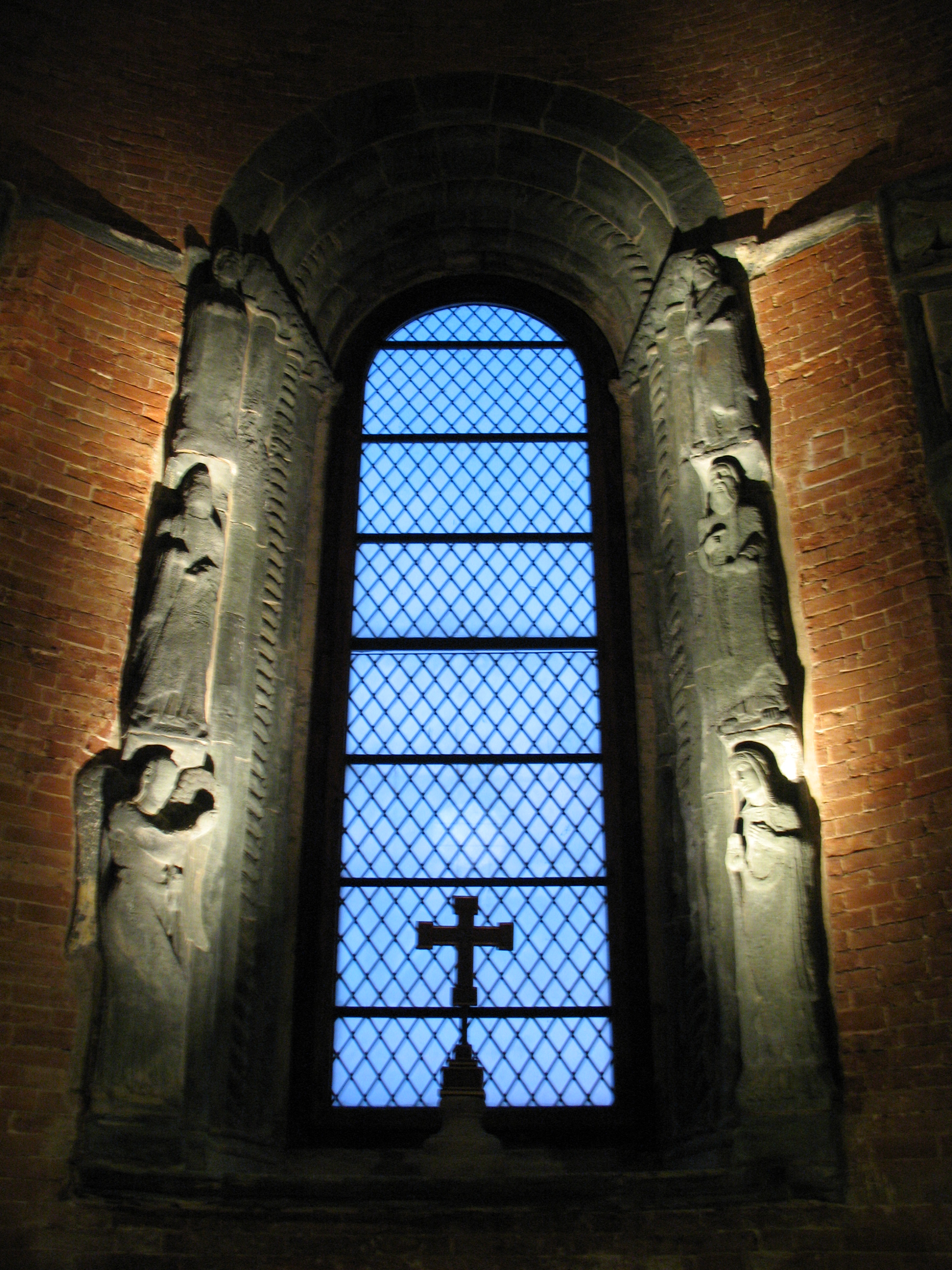
Витраж алтаря действующей церкви
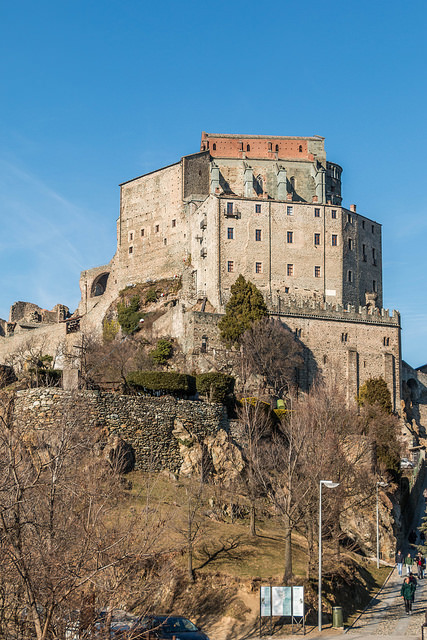
Вид главного здания
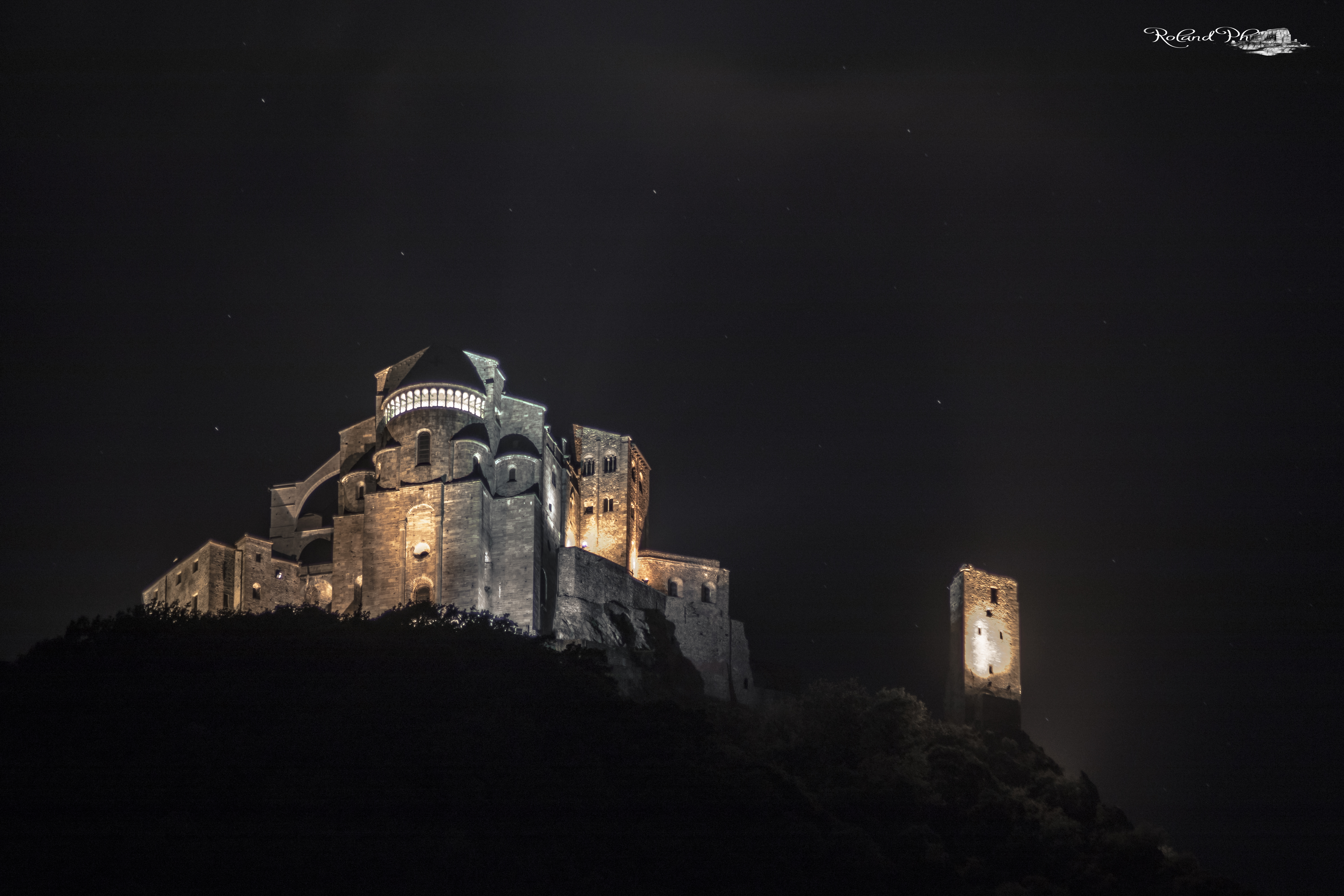
Подствека монастыря в ночное время